# Ṛ́
Ṛ́ (minuscule : ṛ́), appelé R accent aigu point souscrit, est une lettre latine utilisée dans la transcription du sanskrit védique.
Il s’agit de la lettre R diacritée d’un accent aigu et d’un point souscrit.

## Utilisation
Dans la romanisation du sanskrit védique, ‹ ṛ́ › représente une ṛ élevée (accentuation védique).

## Représentations informatiques
Le R accent aigu point souscrit peut être représenté avec les caractères Unicode suivants : 
- composé et normalisé NFC (latin étendu additionnel, diacritiques) :

| formes    | représentations | chaînes de caractères | points de code | descriptions                                                     |
| --------- | --------------- | --------------------- | -------------- | ---------------------------------------------------------------- |
| majuscule | Ṛ́               | Ṛ◌́                    | U+1E5A U+0301  | lettre majuscule latine r point souscrit diacritique accent aigu |
| minuscule | ṛ́               | ṛ◌́                    | U+1E5B U+0301  | lettre minuscule latine r point souscrit diacritique accent aigu |

- décomposé et normalisé NFD (latin de base, diacritiques) :

| formes    | représentations | chaînes de caractères | points de code       | descriptions                                                                 |
| --------- | --------------- | --------------------- | -------------------- | ---------------------------------------------------------------------------- |
| majuscule | Ṛ́               | R◌̣◌́                   | U+0052 U+0323 U+0301 | lettre majuscule latine r diacritique point souscrit diacritique accent aigu |
| minuscule | ṛ́               | r◌̣◌́                   | U+0072 U+0323 U+0301 | lettre minuscule latine r diacritique point souscrit diacritique accent aigu |